# 純正 (クルアーン)
純正（アル・イフラース、アラビア語: سورة الإخلاص）とは、クルアーンにおける第112番目の章（スーラ）。4つの節（アーヤ）から成る非常に短い章であり、4つの節の末尾は全て「ad」で韻が踏まれている。井筒俊彦訳では「信仰ただひと筋」章となっており、井筒の弟子に当たる牧野信也も「信仰ただひと筋」章としている。第112 - 114章の最後の3章は「ムアウウィザート」と総称される。
「告げよ」から始まるこの章はイスラーム教徒の信条告白として日常的に唱えられている。また、エジプトでは葬儀の後などにカリーと呼ばれるクルアーン朗読の専門家を雇ってクルアーンの一部を朗誦させる習慣があるが、純正章はその際に好んで朗誦されるスーラの一つでもある。ハディースよるとムハンマドは純正章1つがクルアーン全体の1/3に当たると述べたとされており、大川周明は純正章をクルアーンの神髄だと評している。この章を唱えることで得られる様々な功徳がハディースによって伝えられており、例えば第1節を50回唱えれば50年の罪が赦され、100回唱えた者はアッラーフの手で楽園に招き入れられるとされている。

## 内容
イスラームの神であるアッラーフの唯一性、絶対性を主題としている。これは当時アラブ世界で広く信仰されていた多神教の考え方と真っ向から対立する考えであり、多神教信仰の中心地であったメッカにおいて布教活動をしていたムハンマドに対して、メッカの有力部族であったクライシュ族は激しく攻撃した。純正章はムハンマドに対するそのような攻撃に対抗して宣言されたイスラームの宗旨宣言の一つであるとされる。また、第3節の「（神には）子もなく親もなく」という記述は、イエス・キリストを神の子とするキリスト教における三位一体の教義とイエス・キリストの神性を否定する強い批判である。

## 啓示時期
イスラーム学者であるテオドール・ネルデケは、純正章の極めて短く詩的な表現を取るという特徴からマッカ時代初期の啓示であるとしている。一方でヒューバート・グリメは、スーラの教義面に着目して純正章をマッカ後期の啓示としているが多くの支持は得られていない。クルーアン注解書であるタフスィール・アル＝ジャラーラインでは、マッカ啓示あるいはマディーナ啓示であるとして啓示時期を特定していない。